# 東大阪市立石切中学校
東大阪市立石切中学校（ひがしおおさかしりつ いしきりちゅうがっこう）は、大阪府東大阪市中石切町四丁目にある公立中学校。

## 沿革
- 1953年 - 中河内郡学校組合立大東中学校（現在の東大阪市立枚岡中学校）から分離開校。

## 通学区域
- 東大阪市立石切小学校と東大阪市立石切東小学校の通学区域。

## 著名な出身者
- 多田修平 - 陸上競技選手
- 芹洋子 - 歌手
- 森元流那 - YouTuber

## 交通
- 近鉄奈良線 石切駅 西へ約1.4km。
- 近鉄けいはんな線 新石切駅 北へ約1.4km。